# Franciszek Mazur (1871–1957)
Franciszek Mazur (ur. 19 marca 1871 w Makowie, zm. 24 grudnia 1957 tamże) – polski rolnik i działacz polityczny, poseł na Sejm Ustawodawczy w II RP z ramienia Związku Ludowo-Narodowego.

## Życiorys
Syn Walentego i Marianny z domu Zięba. Ukończył szkołę elementarną. W czasie wojny rosyjsko-japońskiej przez rok służył w armii rosyjskiej. W latach 1914–1917 walczył także podczas I wojny światowej. Następnie dostał się do niewoli niemieckiej w której spędził 10 miesięcy. Był rolnikiem i członkiem kółka rolniczego w Makowie. W 1919 roku uzyskał mandat poselski z listy nr 1 w okręgu wyborczym nr 32 (Radom). Należał do klubu Związku Sejmowego Ludowo-Narodowego. Pracował w komisji opieki społecznej.
Ożenił się z Marianną Przybyś.